# Vincent-Marie Viénot de Vaublanc
Vincent-Marie Viénot, Conde de Vaublanc (Saint-Domingue, 2 de março de 1756 — Paris, 21 de agosto de 1845) foi um político, escritor francês e católico com tendências monarquistas.
Sua carreira política colocou-o lado a lado sucessivamente de Luís XVI, Paul Barras, Napoleão, o Conde de Artois, futuramente Carlos X, e enfim Luís XVIII. Exilado e procurado quatro vezes por diferentes regimes políticos, jamais foi preso, reaparecendo a cada vez em estado de graça. Sua carreira foi longa e movimentada, sendo sucessivamente deputado monarquista durante a Revolução Francesa e durante o Diretório, exilado durante o Terror, prefeito de Napoleão, ministro do interior de Luís XVIII e no fim de sua vida política, deputado ultramonarquista. Tornou-se conhecido pela eloquência entusiasmada de seus discursos e a reorganização controversa na Academia Francesa em 1816, quando era ministro do Interior.
Ele faz parte dos personagens secundários que atravessaram e marcaram este período da história da França. Homem de caráter firme e íntegro, apoiante moderado das evoluções de 1789, terminou sua vida política na época da Restauração, alcançando a posição de contra-revolucionário extremista.

## Formação clássica militar durante o Antigo Regime

Brasão da família Vaublanc.

Originário de uma família nobre da Borgonha, ele é o filho mais velho do major Vivant-François Viénot de Vaublanc, comandante do Forte São-Luís, no Forte-Delfim. Nasceu e cresceu em Santo Domingo, onde seu pai era aquartelado. Veio para a França metropolitana pela primeira vez aos sete anos de idade.[carece de fontes?]
Após os estudos militares na Escola de cadetes em La Flèche e na Escola militar de Paris entre 1770 e 1774, foi condecorado com a ordem de São Lázaro, antes mesmo de ser expulso da escola pelo conde da Provença e futuro Luís XVIII, grão-mestre da ordem.[carece de fontes?]
Foi tenente no regimento da Sarra, propriedade do duque François Alexandre Frédéric de La Rochefoucauld, cujo tio Carlos foi tenente-coronel entre 1776 e 1782. Exerceu o cargo nas guarnições de Metz, Rouen e Lille, recebendo uma ordem de missão para Santo Domingo, onde encontrou alguns problemas familiares.
Casou-se então com Charlotte de Fontenelle, que lhe deu uma filha, voltando à França em 1782. Comprou o posto de lieutenant des maréchaux de France para Dammarie-les-Lys, perto de Melun. Adquiriu ao mesmo tempo uma casa na região. A profissão designada ao assumir sua função foi a de proprietário-cultivador.[carece de fontes?]
A missão, consistindo em reconciliar os gentis-homens em caso de litígio, permitiu-lhe conhecer muitos aristocratas de sua região e deixou-lhe também tempo para cultivar a agricultura, as letras e as artes.[carece de fontes?]

## Entra na política durante a Revolução

Brasão de Seine-et-Marne criado em 1790.

### Primeiras funções locais quando da convocação dos Estados Gerais
Seduzido no início pelas novas ideias da Revolução francesa, ele se lança na carreira política e se torna membro da nobreza para o Bailio de Melun, em 1789. Foi eleito secretário da assembleia durante a presidência de Louis-Marthe de Gouy d'Arsy, grande agente do rei encarregado de funções administrativas e judiciárias em Melun, onde trabalhava também o célebre marinheiro e explorador Louis Antoine de Bougainville. Esta assembleia era encarregada de redigir um caderno de queixas para o Rei e nomear um deputado para os Estados Gerais. Ele apoia a candidatura de Emmanuel Marie Michel Philippe Fréteau de Saint Just, eleito deputado da nobreza para a administração de Melun e, mais tarde, membro da Assembleia constituinte de 1789.
Em 1790, Vaublanc é chamado para as funções de membro e depois de presidente do conselho departamental, também chamado Conselho geral, de Seine-et-Marne. Sua função dá-lhe o direito de presidir o diretório administrativo deste departamento.

### Queda-de-braço perdida com os jacobinos na Assembleia legislativa
Na época da dissolução da Assembleia constituinte, colégios eleitorais são formados para eleger novos deputados. Vaublanc elegeu-se presidente do colégio do Seine e Marne. Em 1 de setembro de 1791, foi eleito oitavo deputado (numa lista de onze) de Seine-et-Marne para a Assembleia legislativa, obtendo 273 votos dos 345 votantes. Ele foi um dos únicos a ter uma experiência política, especialmente sobre questões relacionadas com as colônias antilhanas, nessa assembleia composta sobretudo de noviços em política, visto que fiéis a seus sermões, nenhum membro da Assembleia constituinte de 1789 havia se candidatado.[carece de fontes?]

#### Símbolo do"Clube dos Feuillants"

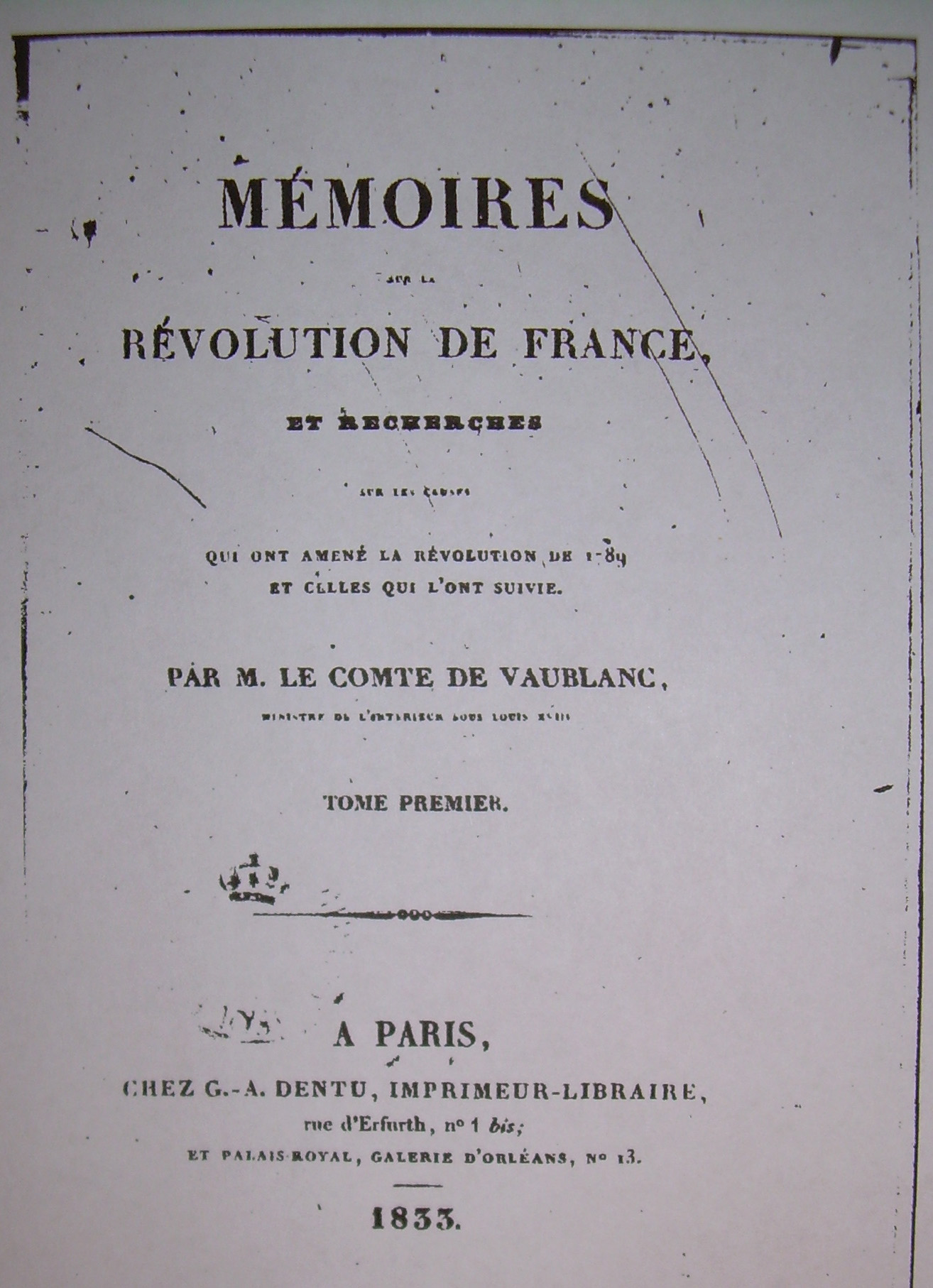
Mémoires sur la Révolution de France, de Vaublanc, escrito em 1833.

Logo na sessão do primeiro dia, destacou-se ao pronunciar um discurso denunciando as más condições na assembleia, na qual Luís XVI seria acolhido pela Assembleia no dia seguinte. Por causa dessas declarações, Vaublanc foi eleito vice-presidente em 3 de novembro de 1791, obtendo 104 votos (contra 92 para Brissot, um dos chefes dos Girondinos), por uma assembleia na época sobretudo monarquista. Tornou-se depois o seu presidente, entre 15 de novembro e 28 de novembro de 1791. No dia 29 de novembro, Vaublanc foi designado para redigir uma mensagem pedindo que o rei retirasse o veto que ele emitira contra o decreto de 9 de novembro da Assembleia, cuja finalidade era de acabar com a emigração maciça (encorajada notadamente pelos padres e nobres), e que ameaçava ao mesmo tempo os príncipes alemães de represálias, se eles continuassem a dar refúgio ao exército dos príncipes (o Conde de Artois e o príncipe de Condé). A Assembleia ficou tão satisfeita com a atuação de Vaublanc que, por meio de uma derrogação formal às suas regras, pediu para que ele conduzisse uma delegação de 24 deputados e fosse ler, pessoalmente, sua mensagem ao próprio rei. Luís XVI respondeu que levaria muito a sério a mensagem da Assembleia e, alguns dias mais tarde, informou-o pessoalmente de suas decisões a este respeito.[carece de fontes?]
Por esta ocasião, Vaublanc ganhou fama ao indicar à Assembleia que o rei se tinha prostrado primeiro e que ele só havia retribuído a saudação. A anedota revela a oscilação da relação de forças constitucionais: o poder legislativo, encarnado pela Assembleia Legislativa, tornou-se claramente preponderante com relação ao poder executivo, encarnado por um Luís XVI que só é o Rei dos Franceses.[carece de fontes?]
Vaublanc fica do lado do partido dos monarquistas constitucionais e entra para o "Club des Feuillants" (Clube dos Folhentos), como 263 outros colegas (dentre os 745 deputados). Tornou-se um dos chefes da Assembleia juntamente com Jacques Claude Beugnot, Mathieu Dumas e François Jaucourt, já que seus principais dirigentes, como Antoine Barnave ou Alexandre Théodore Victor de Lameth, não faziam mais parte da Assembleia. Ele se opõe vivamente aos governos revolucionários, destacando sua lealdade para com o rei, sua oposição às medidas repressivas relativas aos padres refratários, às leis votadas que confiscam os bens dos emigrados e por último ao denunciar os Massacres d'Avignon. As discussões radicalizam-se. A multidão que assiste aos debates interrompe-o frequentemente com gritos, endereçados também a alguns colegas dele como Charles de Lacretelle. Nicolas de Condorcet, seu colega da Assembleia Legislativa em 1791, que não o apreciava muito, disse sobre ele: "Existem em toda a assembleia oradores barulhentos de cabeça vazia que impressionam muito com tolices redundantes". Brissot, por sua vez, chama-o de "chefe" dos bicameralistas.

#### A inevitável queda da monarquia
Em 1792, ele será um dos defensores de Jean Marie Donatien de Vimeur de Rochambeau (Conde de Rochambeau) na Assembleia e conseguirá sua absolvição.
De acordo com a maioria da Assembleia que quer abolir a escravidão nas Antilhas, ele adverte, num discurso em 20 de março, os abolicionistas puros e duros como Brissot, que conhecem mal a vida nas colônias, sobre os riscos possíveis de guerra civil, por causa da diversidade das categorias étnicas e sociais da população de Santo Domingo. Por outro lado, ele apoia a lei de 4 de abril de 1792 outorgando a cidadania a todos os homens de cor e negros livres. Durante a sessão do 10 abril, ele se pronuncia em favor da abolição progressiva do tráfico de escravos nas colônias, a exemplo da Dinamarca e da Grã-Bretanha.
Em 3 de maio de 1792, Vaublanc apoia a proposta de Jacques Claude Beugnot e suscita um decreto acusando Jean Paul Marat e Thomas-Marie Royou (o abade Royou), e, em 8 de maio, na Assembleia, ele se dirige aos Jacobinos nestes termos: Quereis, Senhores, salvar a Constituição; pois bem, só alcançareis isto derrubando as facções e os sediciosos; combatendo unicamente pela lei; morrendo com ela e por ela, e eu vos declaro que não serei o último a perir convosco para a sua realização; crede-me, Senhores.
Em 18 de junho, ele foi eleito membro da Comissão extraordinária dos Doze, criada por uma proposta de Marat, encarregado de examinar a situação da França e sugerir os meios para salvar a Constituição, a liberdade e o Império. Ele pediu demissão em 30 de julho.[carece de fontes?]

##### Defesa de La Fayette

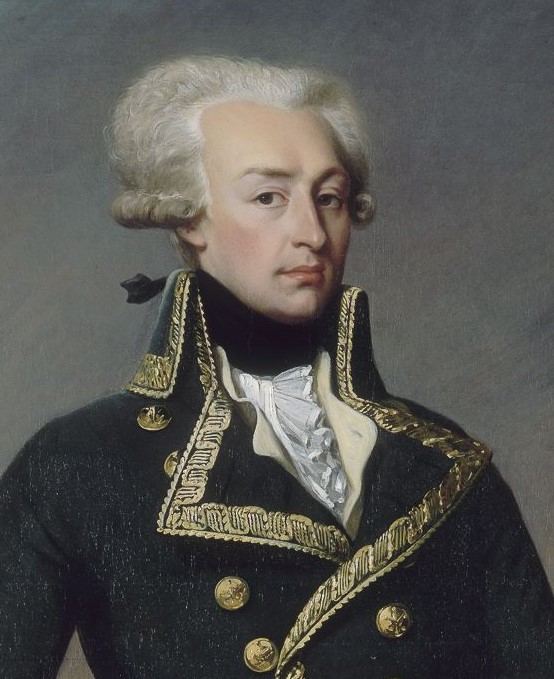
La Fayette.

Após os acontecimentos do 20 de junho de 1792, quando os sans-culottes assaltaram as Tuileries e obrigaram o rei Luís XVI a colocar o barrete frígio, La Fayette foi a Paris em 28 de junho para convencer o Rei de deixá-la e assumir o comando de seus exércitos reunidos no Norte. Utilizando a Guarda Nacional, tenta fechar os clubes, mas a sua tentativa fracassa, em parte por causa da recusa da Corte de apoiá-lo. Reagindo a esta tentativa de ação violenta, a esquerda da Assembleia decide propor um decreto de traição contra La Fayette.[carece de fontes?]
Em 8 de agosto de 1792, inquieto e surpreso pelos acontecimentos, Vaublanc pronuncia um discurso diante da Assembleia no qual defende, vigorosa e corajosamente, apesar da fortíssima oposição dos Jacobinos que dominavam a Assembleia e as ruas, o general La Fayette, acusado pelo decreto de haver violado a Constituição. Ele consegue, com a ajuda de Antoine Chrysostome Quatremère de Quincy, aliciar, segundo ele, 200 deputados indecisos do centro em seu favor. La Fayette é absolvido por 406 votos entre os 630 votantes.
Ao sair da sessão, Vaublanc, com trinta outros deputados, foi ameaçado, insultado e empurrado por uma multidão hostil que assistira aos debates. Alguns desses deputados tiveram até de se refugiar no corpo da guarda do Palais-Royal, donde escaparam pelas janelas. Segundo Hippolyte Taine: Enquanto o principal defensor de La Fayette, M. de Vaublanc, três vezes assaltado, tomou a precaução de não voltar para a sua casa, pessoas furiosas invadiram-na, gritando que iriam matar oitenta cidadãos com suas próprias mãos, e Vaublanc em primeiro lugar; doze homens subiram até o seu domicílio, vasculharam tudo e recomeçaram as buscas nas casas vizinhas, e, não conseguindo agarrá-lo, buscaram a sua família; e advertiram-no que se voltasse ao seu domicílio, seria assassinado.[carece de fontes?]
Em 9 de agosto, Vaublanc pede, em decorrência, seu afastamento dos "federados" e dos "marselheses". O pedido é rejeitado pela maioria da Assembleia.
Ainda no mesmo mês,Vaublanc é contra o restabelecimento dos passaportes, sustentando o projeto de Stanislas Gérardin, antigo aluno de Rousseau, originário do departamento de Oise. Suscitando polêmica na assembleia, afirmou que “decisões irrefletidas poderiam transformar a França num convento onde a liberdade seria apenas um nome”.[carece de fontes?]

##### Jornada do 10 de Agosto de 1792

A Tomada das Tuileries em 10 de agosto de 1792 Jean Duplessis-Bertaux, Museu do castelo de Versalhes.

Durante os acontecimentos ocorridos em 10 de agosto de 1792, que marcaram a destituição do regime da Assembleia Legislativa pela Comuna de Paris e o fim da monarquia, Vaublanc assistiu de sua carruagem à derrubada da estátua de Luís XIV, na atual praça Vendôme. Ele ordenou que a Assembleia deixasse Paris e fosse para Rouen (na época monarquista) a fim de escapar à pressão revolucionária; ele saiu ileso de uma tentativa de assassinato, graças a um golpe de sabre dado por um jovem oficial do corpo de Engenheiros, o capitão Louis Bertrand de Sivray, futuro general do Império Francês, Bertrand.[carece de fontes?]
Ele foi uma das testemunhas oculares da chegada da família real fugindo das Tulherias assediadas para ficar sob a proteção da Assembleia legislativa, e que ele descreveu mais tarde nas suas Memorias.

### Proscrito durante a Convenção e o Terror (1792-1795)

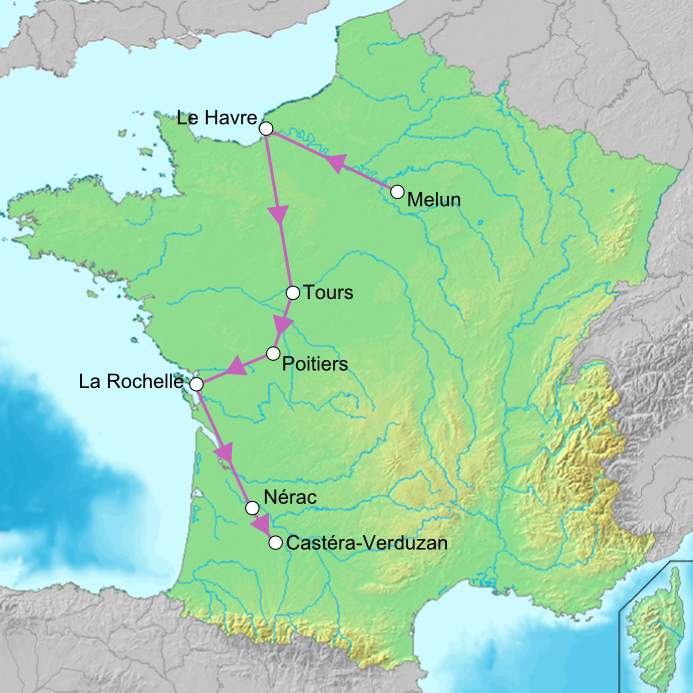
O caminho de Vaublanc.

Na noite de 10 de agosto teve de se refugiar na casa de Armand-Gaston Camus, arquivista da Assembleia. Dias depois, refugiou-se no hotel de Estrasburgo, na rua Neuve Saint Eustache. Em 3 de setembro de 1792 ouviu gritos prolongados no pátio de sua residência e pensou que alguém o havia denunciado, porém na realidade tratava-se da passagem da multidão exibindo a cabeça de Maria Luísa de Saboia-Carignan, princesa de Lamballe, espetada numa lança.[carece de fontes?]
Quando os Comités de Salvação Pública e de vigilância da Convenção, recentemente empossados, emitem uma ordem na qual Vaublanc é declarado fora da lei, ele é inscrito na lista dos proscritos pela municipalidade de Paris. Este decreto obriga-o a deixar a cidade e a se refugiar inicialmente na Normandia - onde voltou a encontrar a sua família - e, em seguida, na sua casa de campo, em Bélombres, perto de Melun. Ele viveu recluso nessa casa durante vários meses. Soube então que o jornal Gorsas o acusava, junto com outros, de ter recebido 300 000 francos da rainha para organizar a contra-revolução em Provence e que ele a via secretamente.[carece de fontes?]
A lei dos suspeitos foi votada em 17 de setembro de 1793. Seu nome constava nela. Um destacamento revolucionário vem inspecionar-lhe a casa, o que o obriga a percorrer grandes estradas, só e a pé, deslocando-se sem rumo fixo. Ele passa de um albergue a outro e descreve sua angústia pela possibilidade de ser denunciado quando chega a uma cidade e deve pedir o visto de seu passaporte ao comité de vigilância local.[carece de fontes?]
Durante o processo da rainha Maria Antonieta, nos dias 14 e 16 de outubro de 1793, seu nome aparece num documento que o acusa, juntamente com François Jaucourt.
Ao tomar consciência do risco que corria, decide ir para Bordéus, no sudoeste da França, mas muda de direção ao saber que reinava ali uma repressão feroz comandada por Jean-Lambert Tallien, o representante da Convenção. Vaublanc passa por Poitiers e La Rochelle, onde permanece por um mês. Para evitar o risco de ser incorporado na Guarda Nacional, se viesse a ser reconhecido, finge estar doente e obtém uma cura termal em Castéra-Verduzan, no Gers. Para evitar suspeitas sobre sua pretensa doença, ele se pica frequentemente nas gengivas a fim de reproduzir os sintomas do "escorbuto incurável". É nessa cidade que recebe notícias sobre a queda de Robespierre, em 9 de termidor (27 de julho) de 1794. Ele deverá entretanto esperar ainda mais quatro meses, antes de retornar a Paris, para dar tempo à sua família, de obter a anulação do seu decreto de desterro.[carece de fontes?]

### Ativista contra-revolucionário durante o Diretório (1795-1799)
Ao voltar a Paris na primavera de 1795, publicou de maneira anônima suas Reflexões sobre as bases de uma constituição para o cidadão, sob o pseudônimo de Louis-Philippe de Ségur, prefaciado pelo seu amigo Jean-Baptiste-Marie-François Bresson, então deputado da Convenção Nacional, que mandou imprimir o texto. Neste livro, propôs a criação de duas câmaras parlamentares em lugar de uma só, como ocorria sob a Convenção, já que em sua opinião, o regime da câmara única da Convenção, cuja Constituição (a de 1793) ele criticava, era para ele uma das causas do Terror. Propôs também a nomeação de uma única pessoa para dirigir o executivo, na perspectiva de torná-lo mais eficiente. Opõe-se assim, no plano constitucional, ao regime do Diretório com os seus cinco dirigentes.
Após a publicação deste livro, a comissão composta por Daunou e François-Antoine de Boissy d'Anglas, encarregada de elaborar a futura Constituição do Ano III (a do Diretório), convida-o a defender as suas ideias, mas Vaublanc recusa. Seus conselhos são seguidos parcialmente, já que pela primeira vez é instaurado na França um sistema com duas câmaras, chamadas Conselho dos Antigos e Conselho dos Quinhentos, a fim de representar o poder legislativo.[carece de fontes?]
Desempenhou um papel ativo contra o decreto dos dois terços, ao lado de Antoine Chrysostome Quatremère de Quincy, durante a Insurreição monarquista do 13 de vendemiário do ano IV (5 de outubro de 1795. Nesta ocasião, descobriu o gênio tático do general Bonaparte, cognominado o general Vendemário. Tornou-se membro do comité central monarquista que substituiu a Convenção.[carece de fontes?]

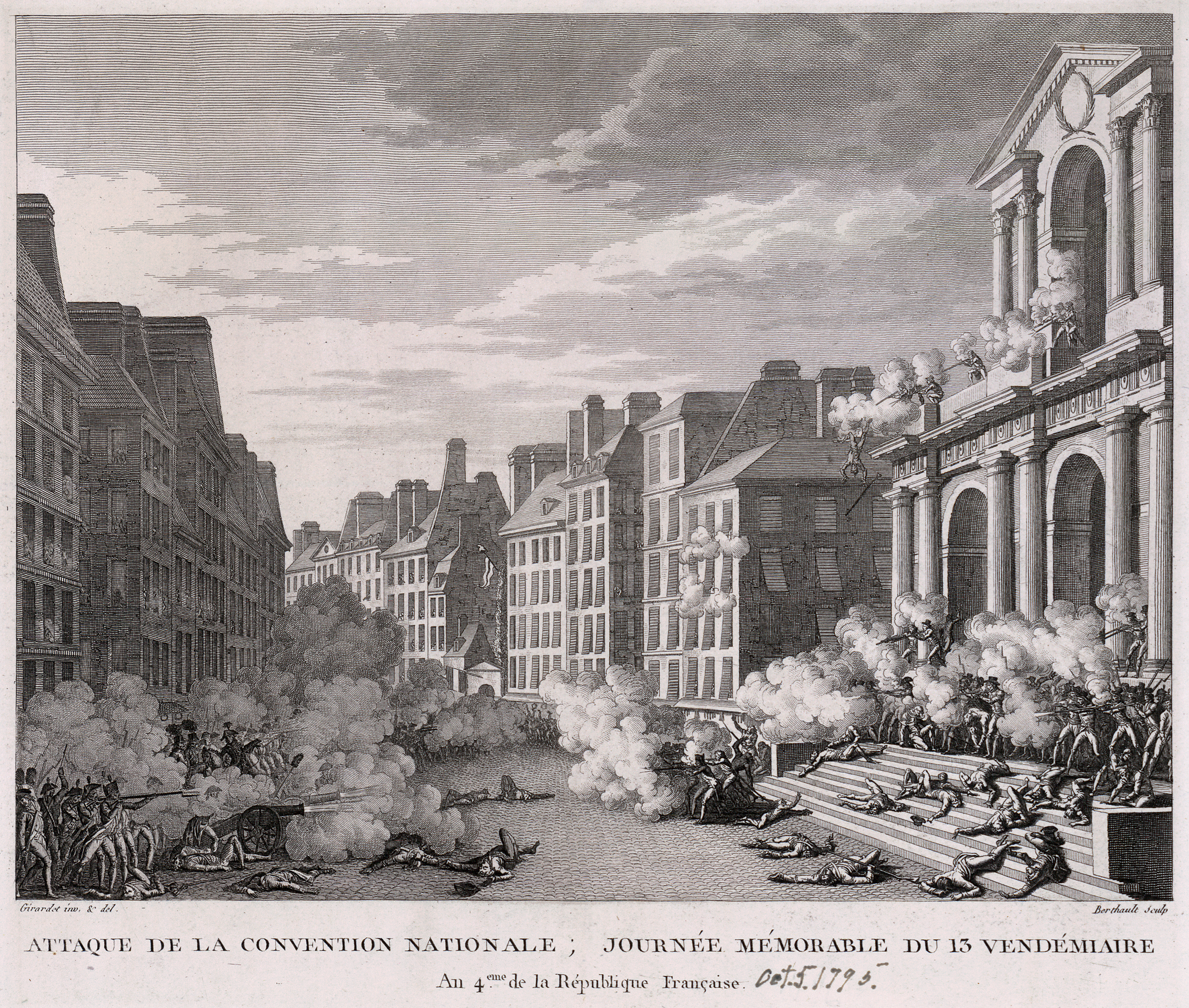
« Ataque da Convenção nacional. Jornada inesquecível do 13 vendemiário. Ano IV da República francesa. »
Água-forte de Pierre Gabriel Berthault segundo Abraham Girardet(1795).

Chefe da seção monarquista do Faubourg Poissonnière, foi condenado à morte por contumácia em 17 de outubro, a comissão militar sendo presidida pelo general Lostange e sediada no Teatro Francês. Esta nova condenação obrigou-o outra vez a se esconder e a se refugiar na casa de Sophie Cottin, amiga da esposa de Jean-Baptiste-Marie-François Bresson. Aproveitou-se do isolamento forçado para se dedicar novamente ao desenho, uma de suas paixões.[carece de fontes?]
Alguns dias antes, a Convenção fora obrigada a realizar novas eleições e convocar os colégios eleitorais. A eleição trouxe como consequência uma maioria de monarquistas para o Senado e o Conselho dos Quinhentos. O colégio de Melun elegeu Vaublanc deputado de Seine-et-Marne em 15 de outubro de 1795, no Conselho dos Quinhentos. Ele deve entretanto esperar para assumir o seu cargo, a anulação de sua condenação por inconstitucionalidade da parte de seus amigos no conselho, Edme Etienne Borne Desfourneaux e Claude-Emmanuel de Pastoret, anulação facilitada pelo medo engendrado no seio da Assembleia pela Conjuração dos Iguais, em fim de agosto de 1796. Pronunciou em 2 de setembro de 1796 o famoso sermão: " Juro odiar a realeza e a anarquia". Um dos seus auxiliares da Montanha teria gritado: "Fale mais alto!", a quem Vaublanc respondeu, sem perder a calma: "E o senhor mais baixo!".[carece de fontes?]
As eleições do ano V (maio de 1797), que renovaram um terço das câmaras, modificaram o equilíbrio de forças em favor dos monarquistas, que passaram a ser majoritários nas duas câmaras. Assim, em 20 de maio de 1797 (20 Pradial ano V), Jean-Charles Pichegru é eleito Presidente do Conselho dos Quinhentos, e Barbé-Marbois do Conselho dos Antigos. Por sua vez, Vaublanc foi nomeado membro da mesa do Conselho dos Quinhentos.
Neste mesmo dia, o corpo legislativo substitui o diretor republicano Étienne-François Le Tourneur, que havia sido sorteado pelo realista moderado François de Barthélemy, então embaixador da França na Suíça. Vaublanc votou contra esta nominação, preferindo apoiar o general Pierre Riel de Beurnonville, conhecido por sua grande firmeza.[carece de fontes?]
A nova maioria apoia a liberdade da imprensa, que permite atacar livremente o Diretório. O Clube de Clichy, do qual Vaublanc é um membro eminente, controla desde então os dois Conselhos e ameaça diretamente o Diretório. Ele é nomeado para a comissão dos inspetores do clube de Clichy, cujo papel é de ordem policial consiste em manter a segurança nos conselhos. Por isso ele dispõe, na realidade, do poder de dar ordens aos brigadeiros dos conselhos.
Paul Barras, o homem forte do regime, disse em suas Mémoires que ele e Vaublanc tinham as mesmas opiniões a respeito da colônia de Santo Domingo.
Com o Diretório encurralado, contra-atacou enviando perto de Paris o exército de Sambre-et-Meuse, com cerca de 80 000 homens comandados por Hoche. No mesmo momento, Vaublanc defendeu e obteve do Conselho, a dissolução dos clubes, entre eles o Clube dos Jacobinos.
Em 16 de julho de 1797, sob a pressão dos conselhos, os três diretores republicanos Barras, Reubell e La Reveillière-Lépeaux, decidem uma modificação ministerial, em desfavor dos monarquistas. Em 3 de setembro, Vaublanc, com o seu colega almirante Louis Thomas Villaret de Joyeuse e outros clichianos, está a dois passos de dar um Golpe de Estado contra o triunvirato dos diretores republicanos. O plano dos clichianos, que convenceu o diretor Lazare Nicolas Marguerite Carnot, é simples. Vaublanc é encarregado de pronunciar um discurso em 4 de setembro, diante do Conselho dos Quinhentos, exigindo a cassação do mandato dos três diretores republicanos. Durante este tempo, o general Pichegru foi convencido por Carnot de participar da conspiração como chefe da Guarda do Corpo Legislativo, prendendo os diretores.
Infelizmente para ele, o general Bonaparte, então chefe do exército da Itália, interceptou no mesmo momento um agente monarquista, Louis-Alexandre de Launay, conde de Antraigues, em cuja possessão foram encontrados documentos relativos à conspiração e traição de Pichegru. Ele enviou imediatamente o general Augereau e seu exército a Paris e deu ordem de cobrir as ruas com cartazes sobre a traição de Pichegru: foi o Golpe de Estado do 18 de Frutidor do ano V (4 de setembro de 1797). Alguns dos principais conspiradores, como Pichegru e Barthélémy, foram presos e deportados na Guiana Francesa, e outros como Carnot ou Vaublanc foram obrigados a fugir. Este último conseguiu deixar as imediações de Paris, em estado de sítio, e escondeu-se numa carruagem com a ajuda de Rochambeau. Exilou-se na Itália, disfarçado com trajos ridículos, passando pela Suíça com seu amigo Pastoret.

## Aliado a Napoleão Bonaparte
O Golpe de Estado do 18 brumário do ano VIII (10 de novembro de 1799) e o advento do Consulado, emite um decreto permitindo o retorno dos proscritos para a França e a Vaublanc de ser apresentado a Bonaparte.[carece de fontes?]

### Deputado no Corpo legislativo
Em 1800 Vaublanc foi eleito pelo Senado conservador deputado do Calvados, entre os 300 membros do Corpo legislativo onde ele exerce as funções de inspetor, com um mandato de cinco anos. Ele é encarregado, entre outras coisas, de redigir um relatório sobre o Consulado vitalício.[carece de fontes?]
A admiração e o reconhecimento que ele sentiu por Napoleão, que restabeleceu "a ordem na França e acabou com as perseguições dos padres", podem ser percebidos em alguns discursos que ele pronunciou nesta época, como o proferido no 24 floral do ano X aos cônsules, em sua qualidade de deputado do Corpo legislativo, discurso muito elogioso para o primeiro cônsul, ou ainda o discurso de 13 de janeiro de 1805 (24 nivoso ano XIII), desta vez perante Napoleão I, que havia sido promovido a Imperador dos Franceses, com Jean-Pierre Louis de Fontanes, presidente do Corpo legislativo em exercício, durante a inauguração de uma estátua de mármore do Imperador no vestíbulo do Corpo legislativo, a fim de honrar o pai do código civil.
Foi presidente do Corpo legislativo entre 21 de abril e 7 de maio de 1803.
Em 4 de novembro de 1804 o Papa Pio VII, fez uma etapa durante uma viagem a Paris por ocasião da coroação do Imperador, pernoitando em sua casa de Montargis, no 28 da rua de Loing.

### Prefeito da Mosela 1805-1814
Ao fim de seu mandato de deputado em 1805, o colégio eleitoral de Seine-et-Marne apresenta-o como candidato ao Senado, mas ele não foi eleito. Interessando-se à nova organização administrativa e territorial recentemente aplicada, ele solicita e obtém uma prefeitura. Foi nomeado em 1 de fevereiro de 1805 prefeito da Mosela, em Metz, até 1814, tornando-se conhecido por seu ativismo. Segundo Odette Voillard, ele mantinha muito boas relações com os notáveis locais. Elegante gentil-homem que percorreu a cavalo seu departamento, ele tem tendência a recolocar nos postos dirigentes as principais famílias da antiga sociedade.
Napoleão não deixará de lhe agradecer o zelo durante este período, cobrindo-o de honras. Ele é nomeado Comendador da Legião de honra, cavaleiro em 28 de novembro de 1809 e depois Barão de Império por cartas patentes do 19 de dezembro de 1809 (título hereditário regular), gratificado ademais 17 de julho de 1810 com um morgado em Hanovre. Por último, em 1813, foi nomeado Conde de Império. Contudo, este último título não lhe foi outorgado por cartas patentes, não sendo assim um título hereditário. Isto não lhe impediu de fazer-se chamar conde de Vaublanc e de obter a reversão deste título em benefício de seu neto Adolphe de Segond.[carece de fontes?]
Em junho de 1812, tem uma audiência com o imperador, de passagem em Metz. Ele lhe explica suas objeções a propósito da futura campanha na Rússia mas o Imperador não o escuta. Durante a campanha da França em 1813 e do recuo do exército de Mayence derrotada em Leipzig, muitos soldados feridos refugiaram-se em Metz, propagando uma epidemia de tifo. O próprio Vaublanc foi atingido e quase morreu.[carece de fontes?]
Em 1814, abre as portas de Metz e recebe com entusiasmo os coligados.[carece de fontes?]

## Aliado de Luís XVIII

### Com a primeira Restauração e apesar dos Cem Dias
Mantido em seu cargo de prefeito da Mosela na época da primeira Restauração, foi promovido oficial da Legião de Honra em 23 de agosto de 1814. Na época dos Cem-Dias(retorno de Napoleão, ele continua prefeito com a esperança de preservar Metz para Luís XVIII, onde ele tenta com o marechal Nicolas Charles Oudinot, governador militar da cidade de Metz, de impedir a reunião dos bonapartistas. Uma ordem de detenção publicada pelo marechal Louis Nicolas Davout em Le Moniteur Universel o obriga a fugir para Luxemburgo a fim de encontrar-se com Luís XVIII em Gante, onde este último se refugiou.[carece de fontes?]
A pequena história conta que ele disse ao oficial preocupado por ter de prendê-lo em Metz :"Fique tranquilo no que me diz respeito. Mas é preciso pensar em você mesmo; evite ser visto ao sair do pátio principal da prefeitura". E Vaublanc o reconduziu por uma saída anexa, antes de fugir a cavalo.
Ao chegar a Gante, aproxima-se de François-René de Chateaubriand que o cita em suas Memórias do além-túmulo : M. de Vaublanc et M. Capelle encontraram-nos. O primeiro dizia ter de tudo em sua carteira. Querem Montesquieu? Ei-lo aqui; Bossuet? Ei-lo aqui. Ele entrega ao Rei, mediante o conde de Artois, vários informes sobre o estado do país e prediz que "voltará a Paris antes de dois meses".
Na época da Segunda Restauração, para agradecê-lo pelo seu apoio durante os Cem Dias, Luís XVIII nomeia-o imediatamente Conselheiro de Estado, e em 27 de dezembro de 1815, grande oficial da Legião de Honra.[carece de fontes?]
Em 12 de julho de 1815, Luís XVIII o nomeia prefeito de Bouches-du-Rhône com a missão de libertar de 500 a 600 prisioneiros bonapartistas detidos em Marselha, tarefa que ele cumpre corretamente dado o contexto da época (Marselha se entrega aos ingleses e vive sangrentas revoltas antibonapartistas).[carece de fontes?]

### Ministro do Interior ultra-monarquista (26 de setembro de 1815 – 7 de maio de 1816)
Querendo fazer esquecer o seu passado bonapartista, tornou-se conhecido por ser um dos mais ferventes animadores do partido dos Ultras: Victor Hugo em Os Miseráveis zomba dele por haver mandado tirar, ao ser nomeado Ministro do Interior, até os "N" das pontes de Paris como o da Ponte de Iena.
Em 26 de setembro de 1815, graças ao apoio decisivo de conde de Artois do qual é íntimo, é nomeado pelo Rei ministro do Interior. O novo presidente do conselho, Armand Emmanuel du Plessis de Richelieu(Duque de Richelieu) que havia sido obrigado a nomeá-lo, teria demorado a instituir a nomeação, mas Vaublanc, já conhecendo a notícia, corre para ocupar seu ministério.
Esta nomeação proposta pelo conde de Artois mostra a influência que ele pretende exercer nos governos sucessivos de seu irmão. Ele mantém uma corte paralela no pavilhão Marsan e procura restaurar a monarquia absoluta anulando o essencial dos contributos da Revolução Francesa.[carece de fontes?]
Rudolf von Thadden historiador alemão contemporâneo que se apoia no discurso de Martignac em 2 de abril de 1829, estima que sua nomeação se deve mais ao seu passado do que ao seu talento. Os historiadores Emmmanuel de Waresquiel e Benoit Yvert vão ainda mais longe ao reconhecerem que a "incompetência dele igualava com a sua fatuidade".
Vaublanc desdobra uma atividade contra-revolucionária e ultramonarquista apaixonada à frente do seu ministério, de tal maneira que o próprio rei qualifica seu ativismo de "dedicação a perder o fôlego". Durante os debates relativos à apresentação pelo "garde des Sceaux" de uma lei sobre o restabelecimento das cortes prebostais perante a Câmara inatingível, Vaublanc toma a palavra e exclama: "A França quer o seu Rei". Numa grande aclamação, os deputados da Câmara e as pessoas presentes nas tribunas levantam-se repetindo: "Sim, a França quer o seu Rei.
A partir de 2 de outubro de 1815, ele envia uma circular a todos os prefeitos lembrando-lhes as prioridades de sua função durante este período perturbado pelo terror branco: "Ponham na primeira fila de seus deveres a manutenção da ordem (…) a vigilância previne as desordens e torna inútil o uso da força". Aproveita para aferrolhar o corpo prefeitoral em favor dos monarquistas afastando ou destituindo 22 prefeitos de modo que, ao fim de seu ministério, não existia um único prefeito mantendo uma atividade qualquer durante os Cem Dias.
Em 18 de novembro, assina um decreto para substituir o Estado Maior da Guarda Nacional por um comité de três inspetores gerais que formam o conselho do coronel geral, que é o próprio conde de Artois. Este decreto impede o direito de inspeção dos demais ministros quando da nomeação destes últimos. Isto permite aos Ultras de infiltrarem-se nessa instituição.
Mediante decreto de 13 de janeiro de 1816 encurta em dois anos a renovação dos prefeitos e adjuntos. Vaublanc explica esta medida ao prefeito: "Mediante esta renovação, devem ser afastados também os prefeitos e os adjuntos, os quais, sem serem merecedores de uma convocação formal, parecem pouco adequados aos cargos que ocupam.
Subscrevendo o decreto de 21 de março de 1816, participa à controversa reorganização do Instituto de França, após uma carta de Jean Baptiste Antoine Suard, secretário perpétuo da Academia Francesa, na qual este escrevera: "Não me canso de repetir que existe um espírito revolucionário cuja influência é urgente parar, mediante uma sábia atenção a determinadas disposições dos estatutos que vocês vão se atribuir", o que permitirá a nomeação direta de nove dos onze acadêmicos.[carece de fontes?]

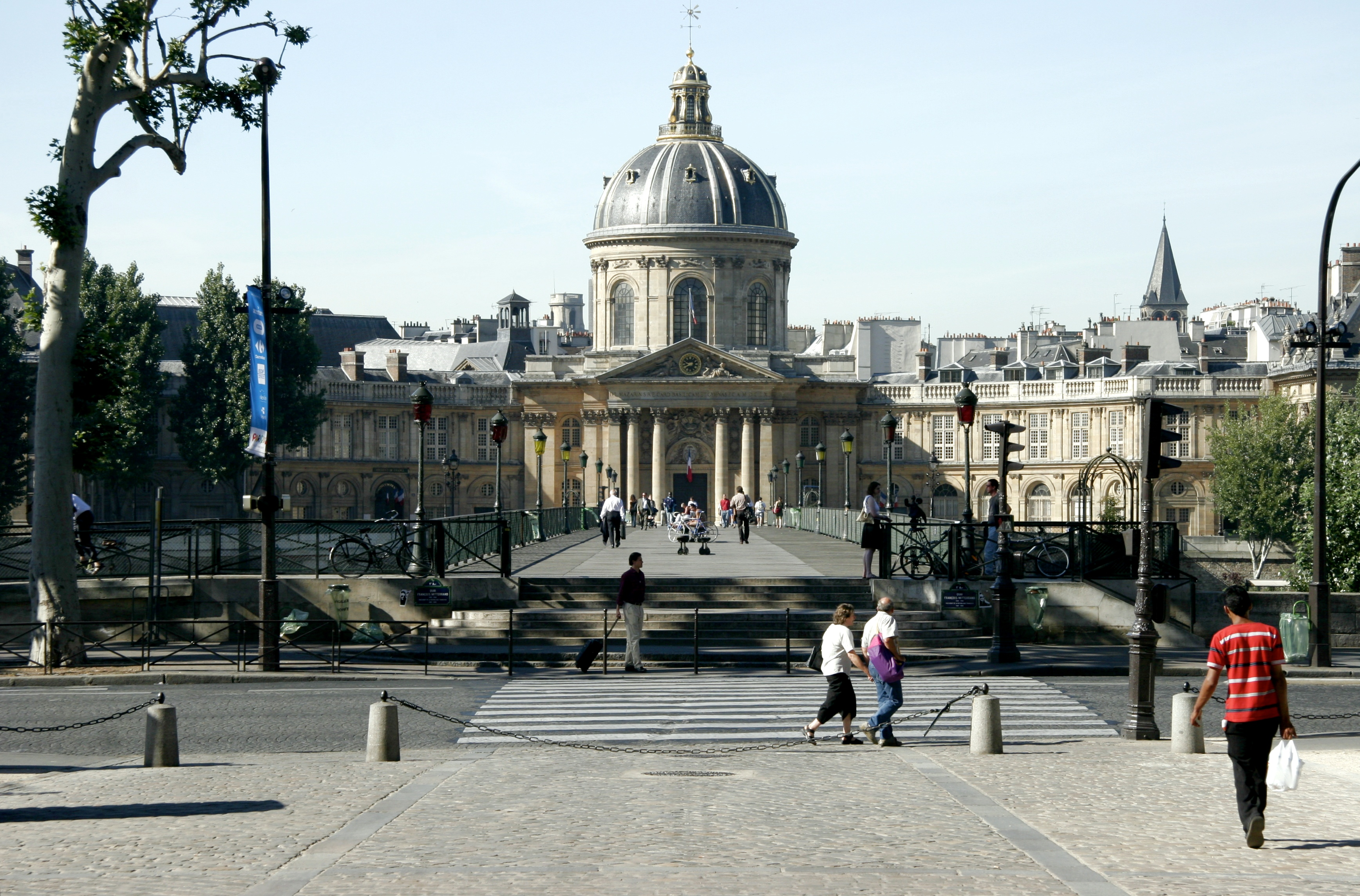
O Instituto da França sede da Academia Francesa.

Esta grande perturbação acadêmica, qualificada de "real benevolência", foi apreciada de maneira diferente. O partido liberal criticou sobretudo a substituição do poeta Arnault pelo duque de Richelieu, de Roederer pelo Duque de Lévis e de Charles-Guillaume Étienne pelo Conde Choiseul-Gouffier, acadêmicos considerados como de valor literário pouco representativo. Ele ganha com este assunto o apelido de "Maupeou da literatura». Ainda nesta busca de purificação, propõe a criação de um ministério das Belas Artes para Châteaubriand, proposta rejeitada pelo duque de Richelieu. Em 6 de abril de 1816, foi eleito membro facultativo da Academia das Belas-Artes, ocupando o lugar do pintor Jacques-Louis David.[carece de fontes?]
Como Ministro do Interior, deve apresentar uma nova lei eleitoral. Vaublanc propõe sem convicção, apoiando-se no artigo 37 da Carta de 1814, a renovação todos os anos de um quinto da Câmara. A maneira de eleger os representantes da Câmara está baseada num sistema com dois escalões que tem novamente por objetivo reservar o acesso à Câmara somente aos monarquistas. Este projeto é rejeitado por 89 votos contra 57 pela Câmara dos Deputados dos departamentos em 3 de abril de 1816. Esta, desejando efetivamente permanecer no poder o máximo de tempo possível, faz então uma contra-proposta consistindo numa renovação geral a cada cinco anos, recusada pelo governo. A França continua, assim, sem lei eleitoral.
Em 10 de abril de 1816, em pleno conselho de ministros, Decazes, o ministro da polícia, interpela Vaublanc com a frase: "Vós sois apenas o ministro do conde de Artois mas quereis ser mais poderoso do que os ministros do reiǃ". Vaublanc responde-lhe de maneira fustigante: "Se eu fosse mais poderoso do que você, eu utilizaria o meu poder para acusá-lo de traição porque você é, Senhor Decazes, traidor do rei e do país".
Em 13 de abril de 1816, participa da expulsão dos alunos da Escola Politécnica, acusados de: "algazarras e atos indisciplinares", na realidade porque a maioria era bonapartista, após a Segunda Restauração l.
Os aliados que continuam ocupando a França inquietam-se pelas dissensões que surgem no seio do governo francês. O embaixador russo em Paris, o corso Carlo Andrea Pozzo di Borgo, chega até a colocar em causa Vaublanc.
Rivalidades pessoais entre o ministro do Interior Vaublanc e o casal Richelieu-Decazes, os laços muito estreitos entre o primeiro e o Monsenhor (futuro Carlos X), juntos à explosão de 10 abril e por último o memorando entregue ao Rei no qual Vaublanc insiste sobre a "indispensável necessidade de uma marcha mais firme, mais resoluta", acarreta a sua queda.[carece de fontes?]
O ministro Richelieu força o Rei a demiti-lo, colocando na balança sua própria demissão. O rei acabou aceitando e quando ele pediu o decreto para subscrevê-lo, como escreveu Louis-Mathieu Molé, o episódio se transformou em comédia.
Deixa o Ministério em 8 de maio de 1816, juntamente com François Barbé-Marbois, ministro da Justiça, demitido para compensar o pedido do conde de Artois. Substituído por Joseph Henri Joachim Lainé, recebe do Rei como compensação os títulos honoríficos de ministro de Estado e de membro do Conselho Privado da Restauração.[carece de fontes?]

## Deputado da câmara de 1820 a 1827
É eleito em 13 de novembro de 1820 (em seguida reeleito em 10 de outubro de 1821 e em 6 de março de 1824, porém não em 1827) pelo colégio departamental do Calvados por ocasião de uma renovação de um quinto da Câmara. Ele senta-se ao lado dos Ultramonarquistas. Durante a sessão de Lors de 1822, foi até eleito um dos vice-presidentes da Câmara.[carece de fontes?]
Ele foi ao mesmo tempo escolhido em Guadalupe, onde era co-proprietário de uma usina de açúcar na paróquia de Basse-Terre, como deputado ao lado do governo do Rei, entre 1820 e 1830. Ele propõe então várias mudanças na ordem jurídica e na administração das colônias, como a criação de um armazém.[carece de fontes?]
Com os colegas da Câmara, François Régis de La Bourdonnais, conde da Breteche e Eugène François Auguste d'Arnaud(o barão de Vitrolles), ele controla uma parte da imprensa ultramonarquista, começando por La Quotidienne e Le Drapeau Blanc.
Em janeiro de 1823 se pronunciou em favor da Expedição da Espanha e foi nomeado membro da comissão de inquérito solicitada pelo Rei e presidida pelo marechal Étienne Jacques Joseph Macdonald para examinar os abusos cometidos.
Ele volta a ser nomeado para o Conselho de Estado em 25 de julho de 1830 com a promessa escrita de ser nomeado para a Câmara dos pares, quando seriam publicados os decretos de julho de 1830 que ele havia recusado. Foi então que ocorreu a queda de Carlos X.[carece de fontes?]
Ele se retira da vida pública após a ascensão ao trono de Luís Filipe I de França em 1830. Ele se dedica então a escrever as suas Memórias. Morreu em 21 de agosto de 1845, aos 90 anos, quase cego, na rua do Bac em Paris.

## Obras
- 1792 Rapport sur les honneurs et récompenses militaires, le 28 janvier 1792, fait à l'Assemblée nationale, au nom du Comité d'instruction publique. Texto em linha :
- 1795 Réflexions sur les bases d'une constitution par le citoyen *** (sob o pseudônimo de Louis-Philippe de Segur). Paris Imprimerie nationale, Pradial ano III (70 páginas)
- 1804 Rivalité de la France et de l'Angleterre: depuis la conquête de l'Angleterre par Guillaume, duc de Normandie, jusqu'à la rupture du Traité d'Amiens par l'Angleterre, Paris, editor Bernard, (378 páginas)
- 1818 Tables synchroniques de l'histoire de France
- 1819 Le dernier des Césars ou la chute de l'Empire romain d'Orient (poema em doze cantos)
- 1822 Du commerce de la France em 1820 et 1821, Paris, chez J-C Trouvé et chez Goujon
- 1828 Des administrations provinciales et municipales. Texto em linha:
- 1833 Mémoires sur la Révolution de France et recherches sur les causes qui ont amené la Révolution de 1789 et celles qui l'ont suivie (4 volumes). Texto em linha: ,  e
- 1833 Essai sur l'instruction et l'éducation d'un prince au XIXeme siècle, destiné au duc de Bordeaux.[66]
- 1838 Fastes mémorables de la France
- 1839 Souvenirs (em 2 volumes), Paris, chez Ponce Lebas et Cie
- 1839 Soliman II, Attila, Aristomène, (coleção de tragédias, tiragem: 200 exemplares).[67]
- 1843 De la navigation des colonies
- Un an sur la grand'route chez Montsouris
- Le courage des françaises